# Eustache-Hyacinthe Langlois
Pour les articles homonymes, voir Langlois.
Eustache-Hyacinthe Langlois du Pont de l’Arche, né le 3 août 1777 à Pont-de-l'Arche et mort le 29 septembre 1837 à Rouen, est un peintre, dessinateur, graveur et écrivain français, surnommé le « Callot normand ».

## Biographie
Le père de Langlois, garde-marteau dans l’administration des eaux et forêts, le destina à la carrière administrative, mais les événements de la Révolution vinrent tout à la fois s’opposer aux intentions du père par la perte de sa fortune, et servir celles du fils qui, dès le plus jeune âge, avait manifesté un goût très vif pour la culture des arts. À peine la Révolution avait-elle éclaté qu’elle abolit les anciennes institutions ; l’École Militaire fut remplacée par l’École de Mars et le jeune Langlois fut désigné dans sa commune pour en faire partie.
Le métier des armes avait peu d’attraits pour Langlois qui, fidèle à ses premières inspirations, consacra à l’étude du dessin tous les instants qu’il pouvait dérober aux exercices militaires. La fermeture de l’École militaire, en octobre 1794, lui donna enfin la liberté de suivre son penchant pour les arts. Admis, en 1798, comme élève chez le peintre d’histoire, Lemonnier, il passa ensuite à l’école de David, dans laquelle il s’adonna surtout au dessin et à la gravure à l’eau-forte. Un moment compromis avec sa famille, à la suite des dissensions de l’époque, il fut incarcéré sur de fausses dénonciations et ne dut sa liberté qu’à la caution de l’ami de son père Dupont de l’Eure. À peine commençait-il à profiter de la liberté qu’il venait de retrouver, en se livrant avec plus d’ardeur à ses activités de prédilection, que la loi Jourdan-Delbrel l’obligea à partir faire son service militaire. Heureusement, une circonstance lui ayant permis de faire partie d’un conseil de guerre, qui le rapprochait de Paris, il sut profiter de cette occasion pour solliciter et obtenir, grâce à la protection de l’impératrice Joséphine, son congé.
Libéré de ses obligations militaires, il revint dans la capitale où il resta pendant plusieurs années, se liant avec un grand nombre d’artistes et de gens de lettres qui lui procurèrent des travaux. À partir de 1806, le désir de revoir son pays, qu’il avait quitté fort jeune, l’engagea à retourner à Pont-de-l’Arche qu’il habita, ainsi que ses environs. Le peu de travaux qu’il obtenait suffisant à peine pour soutenir sa famille nombreuse, il vint, dix ans plus tard, louer un logement à Rouen, dans l’ancien couvent Sainte-Marie. Il vécut dans cette ville dans un état voisin de la misère, manquant souvent des choses les plus nécessaires à la vie. En 1827, la duchesse de Berry étant venue visiter Rouen et ses monuments, Langlois fut désigné par le préfet pour l’accompagner dans sa visite et il sut lui inspirer tant d’intérêt par la variété de ses connaissances que la princesse lui fit obtenir en 1828 la place de professeur de l’École de dessin et de peinture de Rouen, où il exerça « une influence considérable sur les artistes de la région ».
Depuis son établissement à Rouen, quoique souvent pressé par la nécessité de pourvoir aux besoins de sa famille, Langlois n’avait cessé d’employer ses loisirs à la composition de quelques ouvrages d’archéologie ou de gravure. Nul plus que lui n’était instruit de l’histoire monumentale et des usages du Moyen Âge, que sa maison était devenue en quelque sorte le rendez-vous des artistes et des amateurs étrangers et nationaux ; c’était un centre d’instruction, un foyer où chacun venait puiser comme à leur source, les notions sur ce que Rouen et la Normandie renfermaient de curieux. Ayant été le témoin, au cours de ses études à Paris, des actes de vandalisme dont la capitale et les départements avaient souffert pendant la Révolution, Langlois se voua désormais à l’étude des monuments du Moyen Âge qui avait tant de charmes pour lui. Il fit son début en archéologie avec son Recueil de quelques vues de sites et monuments de la France et de la Normandie, etc., in-4°, Rouen, 1817. Il fit rénover l’abbaye de Saint-Wandrille et la passion pour l’archéologie dont il était animé était si vive que la destruction d’un monument était pour lui un sujet d’affliction et de douleur. Ainsi, lorsque la flèche de la cathédrale de la ville fut incendiée par la foudre, le 15 septembre 1822, les Rouennais le virent monter, à moitié habillé, sur le faite de sa maison, pour attacher ses regards sur les débris enflammés et, le crayon à la main, en tracer les effets sur le papier.
Épuisé par de longs travaux et plus encore par les veilles qu’il consacrait principalement à ses ouvrages d’érudition, Langlois sentait sa vue et ses forces s’affaiblir de jour en jour. Ces premiers symptômes se renouvelèrent d’une manière très grave le jour où il accompagna le duc et la duchesse d’Orléans dans leur visite de la cathédrale et des autres monuments de Rouen. En sortant du dîner donné à cette occasion à la préfecture, il se sentit indisposé, se plaignit de ne plus voir d’un œil, ou de voir trouble, et dit au rédacteur de la Revue de Rouen, qui lui demandait des nouvelles de sa santé : « Mon cher Richard, c’est fini ; vous pouvez tailler votre plume. » Sa vue s’affaiblissant de plus en plus, il lui fallut renoncer à tout travail. Dès ce moment, il se crut perdu ; c’était les indices d’une extinction totale de la vue, ce qu’il redoutait par-dessus tout. Bientôt, une hémorragie s’étant déclarée, l’idée d’une mort prochaine s’empara tellement de son esprit qu’il l’appelait et la désirait comme le terme de ses souffrances. Malgré les soins qui lui furent prodigués, il succomba, laissant plusieurs enfants parmi lesquels sa fille aînée, Espérance Bourlet de la Vallée, compagne de ses travaux et héritière de ses talents, et son fils Polyclès Langlois du Pont de l'Arche, qui ont tous deux continué son métier.
Maniant tout à la fois la plume, le crayon et le burin, Langlois était à la fois artiste, archéologue, dessinateur et graveur. Les ouvrages qu’il a publiés sur les monuments de la Normandie et sur divers sujets d’arts attestent la richesse et la variété de ses connaissances. Il prit également une part très active à toutes les publications rouennaises. Le nombre des dessins et des planches qu’il a produits, soit pour la librairie, soit pour des amateurs, est considérable. Tous ces travaux prouvent la fécondité de sa verve, son heureuse et rare facilité d’exécution. Ses planches se font principalement remarquer par l’extrême finesse, la souplesse et la pureté du trait, ainsi que par la touche spirituelle des petites figures qui les animent. Il réalisa des dessins pour Dawson Turner et Thomas Frognall Dibdin. Baudelaire envisagea de s'inspirer d'une des planches de son essai sur les Danses des morts pour l'illustration en frontispice de la deuxième édition des Fleurs du mal. 
Langlois faisait partie d’un grand nombre d’académies nationales et étrangères. En 1820, il devint membre de la Société libre d’émulation de la Seine-Inférieure, puis, en 1824, de l’Académie de Rouen. Il était de la Société royale des Antiquaires de France. Il avait été nommé membre de la Légion d'honneur en 1835.
À peine Langlois avait-il rendu le dernier soupir qu’une souscription fut spontanément ouverte et remplie pour l’érection d’un monument sépulcral au cimetière monumental de Rouen où il repose. Ses nombreux amis s’associèrent pour la plupart à cet hommage, et un tombeau à sa mémoire, surmonté d’une pierre druidique trouvée dans la forêt de Rouvray, auquel avait été incrusté son médaillon en bronze donné par le sculpteur David d'Angers, au-dessous duquel était placée l’épitaphe, fut érigé. Le collège Hyacinthe-Langlois, situé à Pont-de-l’Arche, a été nommé d’après lui.

## Distinctions
- Chevalier de la Légion d'honneur (1835)

## Œuvres

### Publications

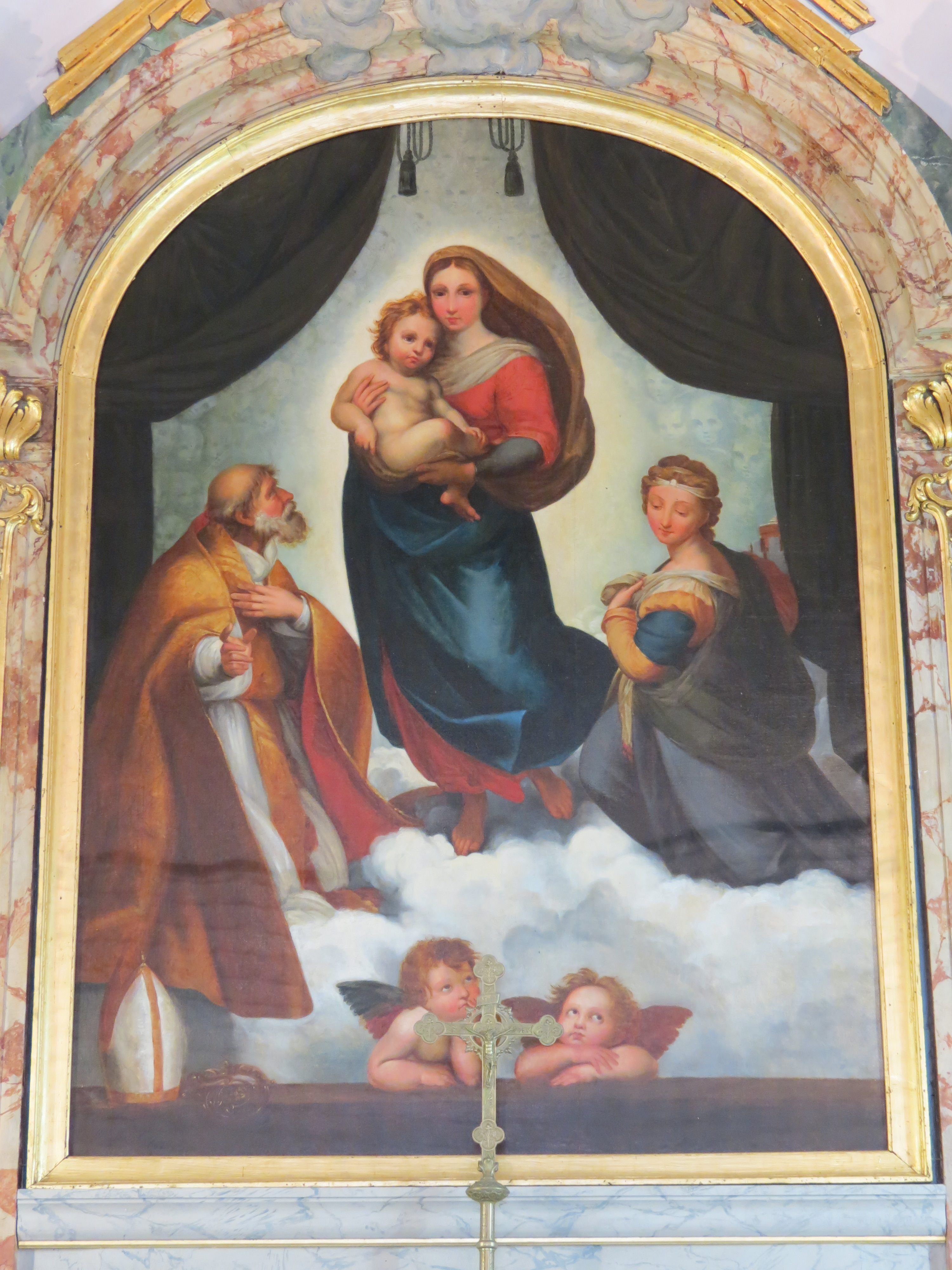
La Madone de Saint-Sixte, église de Belbeuf.

- Notice sur l'incendie de la Cathédrale de Rouen occasionné par la foudre, le 15 septembre 1822, et sur l'histoire monumentale de cette église, ornée de six planches, Rouen, 1823 (lire en ligne)
- Essai historique et descriptif sur l’abbaye de Fontenelle ou de Saint-Wandrille, Paris, imprimerie de J. Tastu, 1827 (lire en ligne) Saint-Wandrille, 1991  (ISBN 978-2-85019-005-6)
- Essai historique et descriptif sur la peinture sur verre ancienne et moderne et sur les vitraux les plus remarquables de quelques monumens français et étrangers suivi de La Biographie des plus célèbres peintres-verriers, Rouen, Frère, 1832 (OCLC 251767093) (lire en ligne)
- Discours sur les déguisemens monstrueux dans le cours du Moyen Âge et sur les fêtes des fous, Rouen, F. Baudry imprimeur, 1833 (lire en ligne)
- Stalles de la cathédrale de Rouen, Rouen, Nicétas Périaux et E. Legrand, 1838 (OCLC 221764961) (lire en ligne)
- Essai sur les Énervés de Jumiéges et sur quelques décorations singulières des églises de cette abbaye ; suivi du Miracle de sainte Bauteuch, Rouen, Édouard Frère éditeur, 1838 (lire en ligne)
- Essai sur la calligraphie des manuscrits du Moyen Âge et sur les ornements des premiers Livres d’heures imprimés, Rouen, I.S. Lefèvre, 1841 (lire en ligne); Saint-Wandrille, 1991  (ISBN 2850190128)
- Essai historique, philosophique et pittoresque sur les Danses des Morts, Rouen, A. Lebrument, 1851 (OCLC 432419973), 2 vol. in-8o tome 1, tome 2

### Peinture
- La Madone de Saint-Sixte, vers 1825, huile sur toile, orne le maître-autel de l’église Notre-Dame de Belbeuf en Seine-Maritime. Copie de La Madone Sixtine de Raphaël.

### Gravure
- Henri IV exhumé, gravé à l'eau-forte par Alexis Chataigner et terminé au burin par Edme Bovinet, d'après le dessin d'Eustache-Hyacinthe Langlois.

## Élèves
- André Durand (1807-1867)
- Célestin Nanteuil (1813-1873), en 1827 aux Beaux-Arts de Paris.

### Sources
- M. Gilbert, membre résident, « Notice biographique sur M. E. H. Langlois, associé correspondant », Mémoires de la Société royale des antiquaires de France, Paris, au Secrétariat de la Société, t. 14,‎ 1838, xcvii-viij (lire en ligne, consulté le 26 août 2018).